# Agroeca dentigera
Espèce
Agroeca dentigera est une espèce d'araignées aranéomorphes de la famille des Liocranidae.

## Distribution
Cette espèce se rencontre en Europe, en Turquie et en Chine au Ningxia,.

## Description
Les mâles mesurent de 4,5 à 5,8 mm et les femelles de 5,45 à 6,8 mm.

## Publication originale
- Kulczyński, 1913 : Arachnoidea. Faune du district de Walouyki du gouvernement de Woronège (Russie), Cracovie, vol. 10, p. 1-30.